# Zalagasper
Zala Kralj & Gašper Šantl (aujourd'hui zalagasper) est un duo musical slovène formé en 2018 à Maribor, composé de la chanteuse Zala Kralj et du multi-instrumentiste Gašper Šantl.
Ils se sont rencontrés après que Gasper soit tombé sur une des reprises que postait Zala sur YouTube.
Après avoir remporté la finale nationale slovène EMA 2019, le duo a été sélectionné pour représenter la Slovénie au Concours Eurovision de la chanson 2019 avec la chanson Sebi.
Le duo a participé à la première demi-finale du Concours Eurovision de la chanson 2019 et est arrivé à la 6ème place avec 167 points, se qualifiant ainsi pour la finale. 
En finale, Zala et Gasper sont arrivés à la 15ème place, avec 105 points.

## Discographie

### EP
| Titre | Détails                                                                                         | Classement |
| Titre | Détails                                                                                         | Slovénie   |
| ----- | ----------------------------------------------------------------------------------------------- | ---------- |
| Štiri | - Sortie: 16 février 2019 - Label: Universal Music Slovénie - Formats: Téléchargement numérique | —          |

### Singles
| Titre   | Année | Classement | Album      |
| Titre   | Année | Slovénie   | Album      |
| ------- | ----- | ---------- | ---------- |
| Valovi  | 2018  | —          | Štiri (EP) |
| Baloni  | 2018  | —          | Štiri (EP) |
| S teboi | 2018  | —          | Štiri (EP) |
| Sebi    | 2019  | 13         | Štiri (EP) |